# Fletxa d'Erondegem
El Fletxa o Sageta d'Erondegem (Erondegemse Pijl) és una cursa ciclista femenina que es disputa anualment al municipi d'Erpe-Mere, a Bèlgica, des del 2011. Forma part del calendari de la Unió Ciclista Internacional.

## Palmarès
| Any  | Vencedor           | Segon                | Tercer                |         |
| ---- | ------------------ | -------------------- | --------------------- | ------- |
| 1996 | Els Decottenier    | Sonja Vermeylen      | Els Pauwels           |         |
| 1997 | Anja Lenaers       | Anne-Marie Cooreman  | Sonja Vermeylen       |         |
| 1998 |                    |                      |                       |         |
| 1999 |                    |                      |                       |         |
| 2000 |                    |                      |                       |         |
| 2001 |                    |                      |                       |         |
| 2002 |                    |                      |                       |         |
| 2003 |                    |                      |                       |         |
| 2004 |                    |                      |                       |         |
| 2005 |                    |                      |                       |         |
| 2006 | Sjoukje Dufoer     | Ludivine Henrion     | Ilse Geldhof          |         |
| 2007 | Corine Hierckens   | Eva Heijmans         | Goedele Van Den Steen |         |
| 2008 | Sylvia Debboudt    | Lensy Debboudt       | Mieke de Clercq       |         |
| 2009 | Lieselot Decroix   | Janneke Busser Kanis | Lensy Debboudt        |         |
| 2010 | Grace Verbeke      | Marie Lindberg       | Sjoukje Dufoer        |         |
| 2011 | Chantal Blaak      | Christine Majerus    | Liesbet De Vocht      |         |
| 2012 | Adrie Visser       | Liesbet De Vocht     | Janneke Busser Kanis  |         |
| 2013 | Maaike Polspoel    | Sofie De Vuyst       | Christine Majerus     |         |
| 2014 | Ann-Sophie Duyck   | Liesbet De Vocht     | Désirée Ehrler        |         |
| 2015 | Thalita de Jong    | Élise Delzenne       | Nina Kessler          |         |
| 2016 | Lucinda Brand      | Nina Kessler         | Thalita de Jong       |         |
| 2017 | Julia Soek         | Rachel Neylan        | Esther van Veen       |         |
| 2018 | Nina Kessler       | Evy Kuijpers         | Monique van de Ree    |         |
| 2019 | Monique van de Ree | Nguyễn Thị Thật      | Sofie De Vuyst        |         |
| 2020 | suspesa            | suspesa              | suspesa               | suspesa |